# Suchołoewci
Suchołoewci (bułg. Сухолоевци) – wieś w Bułgarii, w obwodzie Gabrowo, w gminie Drjanowo. Miejscowość jest wyludniała.